# Наташа Петрова
Наташа Петрова (болг. Наташа Петрова), після одруження Янакієва (болг. Янакиева; нар. 19 березня 1951, Лом) — болгарська спортсменка, веслувальниця на байдарці, учасниця Олімпійських ігор, чемпіонка і призерка чемпіонатів світу.

## Спортивна кар'єра
Наташа Петрова дебютувала на міжнародних змаганнях на чемпіонаті світу 1970 року в Копенгагені, де зайняла дев'яте місце в змаганнях байдарок-двійок. Наступного року на чемпіонаті світу в Белграді в змаганнях байдарок-двійок зайняла восьме місце.
На Олімпійських іграх 1972 в Мюнхені Наташа Петрова брала участь в змаганнях байдарок-одиночок і байдарок-двійок. В одиночках не потрапила до головного фіналу, а в двійках з Петраною Колєвою зайняла восьме місце.
Після мюнхенської Олімпіади Петрова вийшла заміж за болгарського веслувальника Дімітара Янакієва і надалі виступала під прізвищем Янакієва.
1973 року на чемпіонаті світу з Марією Мінчевою в змаганнях байдарок-двійок була восьмою.
На Олімпійських іграх 1976 в Монреалі Янакієва у складі байдарки-двійки з Марією Мінчевою була сьомою.
1977 року на чемпіонаті світу в Софії Наташа Янакієва разом з Розою Бояновою, Марією Мінчевою і Величкою Мінчевою стала чемпіонкою в змаганнях байдарок-четвірок, а в одиночках зайняла четверте місце. Наступного року на чемпіонаті світу в Белграді в змаганнях байдарок-четвірок стала срібною призеркою.
На Олімпійських іграх 1980 в Москві, за відсутності на Олімпіаді через бойкот ряду команд західних та ісламських країн, Янакієва у складі байдарки-двійки з Марією Мінчевою була дев'ятою.

### Виступи на Олімпіадах
| Олімпіада     | Дисципліна        | Місце            |
| ------------- | ----------------- | ---------------- |
| Мюнхен 1972   | байдарка-одиночка | втішний заїзд: 4 |
| Мюнхен 1972   | байдарка-двійка   | 8                |
| Монреаль 1976 | байдарка-двійка   | 7                |
| Москва 1980   | байдарка-двійка   | 9                |

## Особисте життя
Чоловік — Дімітар Янакієв, академічний веслувальник, чемпіон світу.
Діти — Іво і Мартин, академічні веслувальники.